# Europsko prvenstvo u rukometu za igrače do 18 godina – Estonija 2006.
Osmo europsko prvenstvo za rukometaše mlađe od 18 godina održano je u Tallinnu od 28. srpnja do 6. kolovoza 2006.
Utakmice su se održavale u dvoranama u Tallinnu, TTÜ Sports Hallu za utakmice, a za trening su se koristile dvorane Kristiine Sports Hall i Siili Sports Games House. 
U Harjumaau se igralo utakmice u dvorani Kalev Kiili.

## Sastavi
- Hrvatska: Ivan Pešić, Mario Gagulić, Domagoj Duvnjak, pa Goran Delić, Luka Raković, Ivan Vidaković, Josip Crnić, Manuel Štrlek, Ivan Sever, Dinko Vuleta, Igor Karačić, Dario Herman, Oleg Polanec, Josip Ilić, Hrvoje Tojčić i Dino Rački.[1]

## Prvi dio natjecanja
Skupina A: 
1.kolo

Hrvatska - Mađarska 33:25 (16:14)

Njemačka - Španjolska 32:31 (12:16)

2.kolo

Hrvatska - Španjolska 32:29 (15:10)

Njemačka - Mađarska 22:23 (7:10)

3.kolo

Hrvatska - Njemačka 31:30 (17:15)

Španjolska - Mađarska 33:32 (16:16)

```
1. Hrvatska    3 0 0  +12 6
2. Njemačka    1 0 2   -1 2
3. Španjolska  1 0 2   -3 2
4. Mađarska    1 0 2   -6 2
```

Skupina B:
1.kolo

Danska - Austrija 35:19 (15:8)

Francuska - Rusija 30:23 (16:9)

2.kolo

Danska - Rusija 30:21 (16:11)

Francuska - Austrija 29:24 (10:8)

3.kolo

Francuska - Danska 23:26 (12:10)

Rusija - Austrija 35:23 (15:10)

```
1. Danska    3 0 0   6
2. Francuska 2 0 1   4
3. Rusija    1 0 2   2
4. Austrija  0 0 3   0
```

Skupina C:
1.kolo

Srbija i Crna Gora - Estonska 34:24 (14:17)

Češka - Poljska 25:34 (11:14)

2.kolo

Češka - Estonska 32:33 (17:14)

Srbija i Crna Gora - Poljska 25:28 (17:12)

3.kolo

Estonska - Poljska 34:31 (20:16)

Srbija i Crna Gora - Češka 32:22 (18:13)

```
1. SCG      2 0 1  +17 4
2. Poljska  2 0 1  +10 4
3. Estonska 2 0 1   -6 4
4. Češka    0 0 3  -19 0
```

Skupina D:
1.kolo

Slovenija - Slovačka 34:34 (20:18)

Švedska - Turska 34:18 (16:6)

2.kolo

Slovenija - Turska 34:35 (16:17)

Švedska - Slovačka 30:28 (16:11)

3.kolo

Švedska - Slovenija 49:26 (25:9)

Slovačka - Turska 26:31 (11:15)

```
1. Švedska   3 0 0  6
2. Turska    2 0 1  4
3. Slovenija 1 0 2  2
4. Slovačka  0 0 3  0
```

## Drugi dio natjecanja
Križaju se skupine, a bodovi se prenose iz prvog dijela natjecanja. 
U glavni krug su otišle prve dvije momčadi iz sviju skupina, dok su zadnje dvije momčadi iz skupina otišle u međukrug.

### Glavni krug
(skupine u natjecanju za odličja)
Skupina I:
1.kolo

Hrvatska - Francuska 37:21 (16:5)

Danska - Španjolska 26:23 (12:10)

2.kolo

Španjolska - Francuska 36:20 (19:11)

Hrvatska - Danska 26:21 (10:9)

```
1. Hrvatska   3 0 0 95:71 +24 6
2. Danska     2 0 1 73:72  +1 4
3. Španjolska 1 0 2 88:78 +10 2
4. Francuska  0 0 3 64:99 -35 0
```

Skupina II:
1.kolo

Srbija i Crna Gora - Turska 35:27 (19:16)

Švedska - Poljska 27:27 (13:13)

2.kolo

Poljska - Turska 40:26 (20:12)

Švedska - Srbija i Crna Gora 23:20 (11:7)

```
1. Švedska     2 1 0  88:63 +25 5
2. Poljska     2 1 0  95:78 +17 5
3. SCG         1 0 2  82:76  +6 2 
4. Turska      0 0 3 67:115 -48 0
```

### Međukrug
(skupine za plasman 9. – 16. mjesta)
Skupina III:
1.kolo

Mađarska - Austrija 35:28 (21:13)

Njemačka - Rusija 38:29 (22:14)

2.kolo

Njemačka - Austrija 27:26 (14:12)

Mađarska - Rusija 37:32 (15:16)

```
1. Mađarska 3 0 0 95:82 +13 6
2. Njemačka 2 0 1 87:78  +9 4
3. Rusija   1 0 2 96:98  -2 2
4. Austrija 0 0 3 77:97 -20 0
```

Skupina IV:
1.kolo

Estonska - Slovenija 39:34 (18:15)

Slovačka - Češka 35:32 (18:15)

2.kolo

Estonska - Slovačka 35:32 (14:15)

Češka - Slovenija 44:30 (19:14)

```
1. Estonska  3 0 0 107:98  +9 6
2. Slovačka  1 1 1 101:101 +0 3
3. Češka     1 0 2 108:98 +10 2
4. Slovenija 0 1 2 98:117 -19 1
```

## Za plasman od 13. – 16. mjesta
Slovenija - Rusija 37:27 (19:18)

Austrija - Češka 29:23 (18:7)

za 15. mjesto:

Češka - Rusija 34:33 (21:18)

za 13. mjesto:

Slovenija - Austrija 39:38 (19:18)

## Za plasman od 9. – 12. mjesta
Njemačka - Estonska 38:33 (19:18)

Mađarska - Slovačka 30:27 (16:14)

za 11. mjesto:

Njemačka - Mađarska 38:23 (15:14)

za 9. mjesto:

Slovačka - Estonska 35:34 (16:17;29:29)

## Za plasman od 5. – 8. mjesta
Španjolska - Turska 36:19 (14:13)

Francuska - Srbija i Crna Gora 30:20 (10:9)

za 7. mjesto:

Srbija i Crna Gora - Turska 30:27 (14:15)

za 5. mjesto:

Španjolska - Francuska 35:30 (6:15)

## Utakmice za odličja
Poluzavršnica:
Hrvatska - Poljska 37:23 (21:12)

Danska - Švedska 33:28 (13:12; 24:24)

Za 3. mjesto: 
 Švedska 34:28 Poljska  

    (21:17)
Završnica: 
 Hrvatska 30:24 Danska  

    (13:9)
Konačni poredak:
- 1. Hrvatska
- 2. Danska
- 3. Švedska
- 4.  Poljska
- 5.  Španjolska
- 6.  Francuska
- 7.  Srbija i Crna Gora
- 8.  Turska
- 9.  Njemačka
- 10.  Mađarska
- 11.  Slovačka
- 12.  Estonija
- 13.  Slovenija
- 14.  Austrija
- 15.  Češka
- 16.  Rusija

## Nagrade
Najbolji igrač:  Domagoj Duvnjak
Najbolji vratar:  Ivan Pešić
Najbolji srednji vanjski:  Domagoj Duvnjak
Najbolji strijelac:  Mait Patrail

Popis najboljih strijelaca:

Idealna momčad:

## Vanjske poveznice
- Službene stranice EP-a  Arhivirana inačica izvorne stranice od 16. kolovoza 2006. (Wayback Machine)
- Hrv.rukometni savez o EP-u[neaktivna poveznica]